# Drew Posada
Andrew « Drew » Posada (né le 17 janvier 1969 et mort le 4 janvier 2007) est un illustrateur de comics et dessinateur de pin-up américain.

## Biographie
Drew Posada commence sa carrière de dessinateur à l'âge de seize ans, quand il commence à être payé pour ses dessins mais il décide à cet âge de plutôt suivre des études au lycée puis de travailler comme encadreur. Bien que son travail lui permette de vivre, il n'est pas satisfait et quitte Seattle pour la Californie où il est engagé par Image Comics en 1994. Son travail de dessinateur de comics est reconnu et il est présent chez plusieurs éditeurs comme Heavy Metal ou Awesome Comics mais il préfère se consacrer au dessin de pin-up. Pour que son travail soit exposé, il délaisse les comics pour travailler son style. Il meurt d'une pancréatite aiguë en 2007.

## Œuvres
- Venus Domina, published by Verotik in 1998 (cover)
- Angela
- Vampirella